# Fédération européenne de football australien
 (novembre 2024).
La Fédération européenne de football australien plus connue sous son sigle Aussie Rules Europe ou AFL Europe (correspondant à son nom en en anglais Aussie Football Rules Europe), est une association regroupant les associations nationales d'Europe. Fondée en 2010, son rôle est de gérer et développer le football australien à l'échelon continental.
L'AFL Europe est chargée de l'organisation des grands tournois européens, qu'ils soient dédiées aux sélections, comme l'Euro Cup, depuis 2005, et féminines, depuis 2010 ou aux clubs, comme la Ligue des champions. Fondée par les fédérations Autriche, Belgique, Catalogne, Croatie, République tchèque, Angleterre, Finlande, France, Allemagne, Israël, l'Écosse, la Suède et les Pays-Bas, elle compte aujourd'hui 25 associations nationales affiliées à travers l'Europe. Son siège est situé depuis 2010 à Londres, en Angleterre.
Son président est depuis juin 2015 l'américaine Megan Hession qui remplace l'australien Ben MacCormack.

## Histoire
La Fédération européenne de football australien a été créée le 8 octobre 2005 à Londres pour promouvoir et développer le football australien dans toute l'Europe. Les délégués de 13 pays (Autriche, Belgique, Catalogne, Croatie, République tchèque, Angleterre, Finlande, France, Allemagne, Israël, l'Écosse, la Suède et les Pays-Bas) ont signé le document fondateur, qui stipule : 
« We, the signatories to this founding document, believe that Aussie Rules is the world's greatest game. Sharing the same desire - to see Aussie Rules realise its true potential - we have formed Aussie Rules Europe to grow and develop the sport throughout Europe. We will all work together, on and off the field, to make our vision a reality. »
« Nous, les signataires de ce document fondateur, pensons que le football australien est le meilleur jeu au monde. Partageant même le désir de voir le football australien réaliser son véritable potentiel - nous avons formé la Fédération européenne de football australien afin d'accroître et de développer le sport dans toute l'Europe. Nous allons tous travailler ensemble, sur et hors du terrain, à faire de notre vision une réalité. »
Anciennement appelée European Australian Football Association de 2005 à 2010, elle prend le nom de AFL Europe lors de la conférence de Parabiago en Italie en octobre 2010. En juin 2015, le directeur général Ben MacCormack est remplacé la toute première fois par une femme, l'américaine Megan Hession 

## Compétitions

### Entre nations
| Saison | Vainqueur   |
| ------ | ----------- |
| 2016   | Royaume-Uni |
| 2017   |             |

| Saison | Vainqueur   |
| ------ | ----------- |
| 2010   | Irlande     |
| 2013   | Irlande     |
| 2016   | Royaume-Uni |
| 2017   |             |

| Saison | Vainqueur  |
| ------ | ---------- |
| 2005   | Belgique   |
| 2007   | Suède      |
| 2008   | Angleterre |
| 2009   | Angleterre |
| 2010   | Croatie    |
| 2011   | Irlande    |
| 2012   | Irlande    |
| 2013   | Angleterre |
| 2014   | Danemark   |
| 2015   | Danemark   |
| 2016   | Croatie    |

| Saison | Vainqueur  |
| ------ | ---------- |
| 2010   | Irlande    |
| 2011   | Irlande    |
| 2012   | Irlande    |
| 2013   | Europe     |
| 2014   | Irlande    |
| 2015   | Angleterre |
| 2016   | Irlande    |

| Saison | Vainqueur |
| ------ | --------- |
| 2009   | Australie |
| 2010   | France    |
| 2011   | Australie |
| 2012   | France    |
| 2013   | France    |
| 2014   | Australie |
| 2015   | Australie |
| 2016   | Australie |
| 2017   |           |

| Saison | Vainqueur |
| ------ | --------- |
| 2015   | France    |
| 2016   | Australie |
| 2017   |           |

- Easter Series (?)

#### Compétitions disparues
- Atlantic Alliance Cup Central European (2001-2007)
- Australian Football League Championships (2003-2008)
- European Australian Football Tri-nations Tournament (2006-2008)

### Entre clubs

#### Compétitions actuelles
| Saison | Ligue des champions  |
| ------ | -------------------- |
| 2015   | West London Wildcats |
| 2016   | West London Wildcats |
| 2017   | West London Wildcats |

| Saison | Ligue des champions |
| ------ | ------------------- |
| 2016   | Great Britain Swans |
| 2017   | Wimbledon Hawks     |

#### Compétitions disparues
- Northern Cup (?)
- Oktoberfest Cup (2004-2004)

## Membres
| Fédération         | Fondation | AFL Europe | Principales sélections           | Championnats nationaux | Coupes nationales            |
| ------------------ | --------- | ---------- | -------------------------------- | ---------------------- | ---------------------------- |
| Allemagne          | 1999      |            |                                  | Championnat            |                              |
| Andorre            |           |            |                                  | Championnat            |                              |
| Angleterre         | 2012      |            |                                  | Championnat            |                              |
| Autriche           |           |            |                                  | Championnat            |                              |
| Belgique           |           |            |                                  | Championnat            |                              |
| Catalogne          | 2005      |            |                                  | Championnat            |                              |
| Croatie            |           |            |                                  | Championnat            |                              |
| Danemark           | 1990      |            |                                  | Championnat            |                              |
| Écosse             | 2013      |            |                                  | Championnat            |                              |
| Espagne            |           |            |                                  | Championnat            |                              |
| Finlande           | 2006      |            |                                  | Championnat            |                              |
| Hongrie            |           |            |                                  | Championnat            |                              |
| France             | 2007      |            | Équipe masculine Équipe féminine | Championnat            | Coupe de France Coupe du Sud |
| Islande            | 2009      |            |                                  | Championnat            |                              |
| Irlande            | 2000      |            |                                  | Championnat            |                              |
| Israël             |           |            |                                  | Championnat            |                              |
| Italie             |           |            |                                  | Championnat            |                              |
| Norvège            |           |            |                                  | Championnat            |                              |
| Pays-Bas           | 2003      |            |                                  | Championnat            |                              |
| Pays de Galles     | 2008      |            |                                  | Championnat            |                              |
| Pologne            |           |            |                                  | Championnat            |                              |
| Portugal           |           |            |                                  | Championnat            |                              |
| Russie             |           |            |                                  | Championnat            |                              |
| République tchèque | 2009      |            |                                  | Championnat            |                              |
| Suède              | 2006      |            |                                  | Championnat            |                              |

## Présidents
| Nom            | Nationalité | du        | jusqu'au  |
| -------------- | ----------- | --------- | --------- |
| Peter Romaniw  | Australie   | 2010      | mars 2011 |
| Ben MacCormack | Australie   | mars 2011 | juin 2015 |
| Megan Hession  | États-Unis  | juin 2015 | -         |